# Juan Bautista Elustiza
Juan Bautista Elustiza Gantxegi (Vergara, julio de 1885 - Sevilla, 13 de abril de 1919) fue un organista, sacerdote y compositor español que desempeñó el cargo de maestro de capilla de la Catedral de Palencia entre 1908 y 1912 y fue organista de la Catedral de Sevilla entre 1912 y 1919. En el curso 1915-1916 fue nombrado director de la sección de música del Ateneo de Sevilla, realizando una labor divulgativa y de organización de conciertos a través de esta asociación. En su faceta de musicólogo publicó en 1933 el libro titulado "Antología Musical. Siglo de Oro de la música litúrgica de España". Falleció a la temprana edad de 34 años, siendo sustituido como organista de la Catedral de Sevilla por Norberto Almandoz Mendizabal.